# Economia Spaniei
Economia Spaniei, la fel ca și populația sa este a cincea economie a Uniunii Europene și în termeni absoluți se află printre cele mai mari 10 economii ale lumii. În termeni relativi, pierde câteva poziții în favoarea unor state mult mai populate. Ținta sa de creștere economică, chiar dacă moderată, le depășește pe cele ale vecinilor săi și asociaților europeni.

## Dezvoltarea recentă
După marea creștere economică de la sfârșitul anilor 1980, economia spaniolă a intrat în recesiune în anul 1992. Odata cu intrarea Spaniei în Comunitatea Economică Europeană, predecesoarea Uniunii Europene, la 1 ianuarie 1986 a devenit necesara deschiderea economiei, modernizarea industriei, îmbunătățirea infrastructurii și revizuirea legislației economice, pentru a îndeplini cerințele Uniunii Europene. Făcând acest lucru, Spania a accelerat creșterea Produsului Intern Brut, a redus datoriile publice, rata șomajului a scăzut de la 23% la 15% în 3 ani și a redus inflația la mai puțin de 3 %.; cele mai importante provocări pentru economia spaniolă sunt reducerea deficitului public, o reducere mai mare a ratei șomajului, reformarea legilor muncii, reducerea inflației, creșterea randamentului productivității și creșterea nivelului Produsului Intern Brut pe cap de locuitor.
Economia se redresează începând cu 1995, datorită creșterii încrederii consumătorilor si a consumului privat, desi această creștere a fost mai mică în ultimii ani. Șomajul încă reprezintă o problemă pentru spanioli - în 2005, rata șomajului era de 8,5% - cu toate astea, cifra respectivă demonstrează o situație mai bună fată de nivelele anterioare. Devalorizarea pesetei de-a lungul anilor 1990 a făcut mai competitive exporturile, dar forța de care a dat dovadă moneda euro de cand a fost adoptat (la sfârșitul lui 2003, un euro avea ca echivalent 1,25 dolari) a provocat îndoieli in legătură cu posibilitatea ca prețurile să fie prea înalte pentru cumpărătorii străini. Acest fapt s-a văzut compensat de către facilitățile comerciale între țările din zona euro. 
O problemă cronică in Spania este aceea a creșterii excesive a prețului locuințelor, datorată speculei imobiliare generalizate, modei celei de a doua locuințe, turismului rezidențial masiv de britanici și germani, spălării banilor de către mafii, creșterii populației datorită imigrației, a măririi finanțării primăriilor etc.
Contribuțiile de capital de la UE, care au ajutat in mod semnificativ la creșterea economiei spaniole de la incorporarea în CEE, au început sa scadă considerabil in ultimii ani, datorita efectelor marii extinderi a UE. Pe de o parte, fondurile de la PAC (Politica Agricolă Comună) trebuie repartizate între mai multe țări (noile incorporate din Europa de Est au un sector agricol semnificativ), pe de altă parte, fondurile de coeziune y fondurile structurale vor scădea în mod inevitabil datorita succesului economic spaniol (venitul pe cap de locuitor s-a mărit mult în termeni absoluți si Spania este a opta economie a lumii) si a incorporării unor țări cu venituri mai mici, care provoacă scăderea mediei comunitare si face ca regiuni spaniole considerate sărace să intre acum în media europeană.

## Zone

### Zone dezvoltate
Comunitățile care depașesc media sunt : 
- Comunitatea de Madrid
- Țara Bascilor
- Navarra
- Catalonia
- Insulele Baleare
- Comunitatea Valenciană
- La Rioja
- Aragon
- Castilia-León
- Cantabria

### Zone mai puțin dezvoltate
Zonele mai puțin dezvoltate din Spania sunt :
- Extremadura
- Principatul de Asturia
- Castilia-La Mancha
- Galicia
- Andaluzia

### Zonele Industriale
Chiar daca in ziua de azi industria nu este la fel de importanta ca in secolul XX, zonele cele mai industriale din trecut si cele din prezent sunt:
- Comunitatea Madridului
- Catalonia
- Țara Bascilor
- Comunitatea Valenciană

## Construcția de locuințe
Conform datelor emise de Banca națională spaniolă , Spania avea la finele anului 2005 23.700.600 de construcții de locuințe , peste un total de 15,39 milioane de locuințe spaniole . Aceste cifre indică o medie de 1,54 construcții de locuințe la o locuință , rata cea mai ridicată din lume . Conform acelorași surse , 85% din construcțiile de locuințe sunt proprietate personală și doar 15% se folosesc în regim de închiriere .
Prețul mediu al noilor construcții de locuințe în Spania este de 2.510 euro pe metru pătrat , conform datelor transmise de Societatea de Evaluări, la 31 decembrie 2005. Și totuși , prețul construcțiilor de locuințe variază în funcție de zonă: comunitățile autonome și capitalele de provincie.
În primul trimestru din 2008, sectorul imobiliar din Spania s-a confruntat cu o scădere "brutală" a activității, marcată la începutul anului 2008 de scăderea cu 200.000 de unități a ritmului anual de apariție a șantierelor, de trei ori mai puțin față de aceeași perioadă din 2007. Numărul de tranzacții imobiliare a scăzut cu 60% în primul trimestru din 2008 în Spania, iar prețurile au înregistrat o scădere de până la 20%, existând posibilitatea desființării a 250.000 de locuri de muncă în acest sector în 2008. Această criză, ce s-a acutizat din toamna lui 2007, este considerată ca fiind sursa încetinirii ritmului de creștere economică, cauza creșterii ratei șomajului și a sporirii excedentului bugetar, într-o țară în care boom-ul imobiliar a susținut activitatea economică timp de zece ani.

## Energie
Spania este cel mai mare producător de energie solară din lume, producția în anul 2009 fiind de 2,5 GW.

## Industria auto
În anul 2010, piața auto a Spaniei a fost de 985.208 unități vândute.

## Turism
Spania este a doua țară din lume, din punctul de vedere al turiștilor străini, conform datelor furnizate de Organizația Mondială a Turismului, situându-se doar în urma Franței, și se bucură de o cotă de 7% din turismul mondial, înaintea Statelor Unite și Italiei. 
Turismul a adus Spaniei 37.500 de milioane de euro în cursul anului 2004, fapt ce o situează pe locul 2 în ceea ce privește încasările, în urma Statelor Unite, care a câștigat 75.000 de milioane de euro în 2004 (12% din total), și înaintea Franței (33.900) și Italiei (29.600). 
Între lunile ianuarie și noiembrie 2005 s-au înregistrat un număr total de 52,4 milioane de turiști străini, cu 6,2% mai mult față de cei înregistrați în aceeași perioadă a anului anterior, conform datelor Ministerului Industriei, Turismului și Comerțului. 
Catalonia este principala destinație turistică a Spaniei. Cei 13,2 milioane de turiști presupun un 25,3% din totalul de turiști înregistrați în Spania, și de asemenea o creștere față de cei 12,7% din anul anterior. 
A doua destinație turistică a Spaniei sunt Insulele Baleare, cu 9,4 milioane de turiști în primele 11 luni ale anului 2005, cu 1% mai mult față de anul anterior. Insulele Canare, cu 8,6 milioane de turiști (1,6% mai puțin decât anul anterior), sunt a treia destinație turistică, înaintea Andaluziei, care a ajuns la 7,6 milioane (plus 1,3%) și a Comunității Valenciene, cu 4,8 milioane (plus 9,5%).  
Conform previziunilor Organizației Mondiale a Turismului, numărul de turiști străini în Spania va crește în medie cu 5% pe an, de-a lungul următorilor 20 de ani, ceea ce ar însemna 75 de milioane de turiști străini în 2020, cu aproximativ 20 de milioane mai mulți decât în 2005. 

Orașe turistice: Ibiza, Palma de Mallorca, Toledo, Cuenca, Salamanca, Cordoba, Barcelona, Santiago de Compostela, Salou, Madrid, Alicante (în special Hogueras de San Juan), San Sebastián, Pamplona (mai ales în zilele de Sanfermines), Valencia, Granada, Torremolinos, Marbella și Sevilla.
Zone turistice: Rías Baixas, Pirinei, Insulele Baleare, Insulele Canare, Costa Brava, Costa Dorada, Costa del Sol, Costa de la Luz, Costa Blanca și Sierra Nevada.

## Date și cifre
PIB: la prețuri de piață - 973.291 milioane de €( 2006 estimativ)
PIB: paritatea puterii de cumpărare - 1.145.078 milioane de $(2006 est.)
PIB - rata de creștere reală: 3,9% (2006)
PIB - pe cap :
paritatea puterii de cumpărare - 24.500 $ USA (2005)
PIB - compoziție pe sector:
- agricultura: 3.5%
- industria: 28.5%
- servicii: 68% (2004 est.)

Populație în sărăcie relativă: 19,8% (2005)
Taxe și impozite din și pe locuințe în procentaj :
- maxim 10%: 2,8%
- minim 10%: 25,2% (1990)

Rata de inflație ( prețuri de consum ) : 2,7% (2006)
Ancheta de Populația Activă (2005):
- Populație inactivă: 15.530,2 mii de persoane
- Populație activă: 20.885,7 mii de persoane
  - Ocupați: 18.973,2 mii de persoane
  - Dezocupați: 1.912,5 mii de persoane

Lucrători - pe sector : (2005)
- servicii 65,01%
- industria 17,2%
- construcțiile 12,5%
- agricultura 5,29%

Rata de șomaj : 8,3% (al 4-lea trimestru din 2006) 
Balanța de buget (2006 estimativ): 12.777 milioane de euro / 1,7 peste PIB
Balanța de buget (2007 estimativ): 9.531 milioane de euro / 0,9 peste PIB
Industrii: textilă și confecții (incluzând încălțămintea), alimentația ,industria metalelor și metalelor fabricate , produselor chimice , industria navală , de automobile și mașinării și turismul .
Creșterea producției industriale: 2,7% (1999 estimativ)
Electricitatea - producția : 179,468 mii de milioane kWh (1999)
Electricitatea - producția în funcție de sursă:
- combustibil fosil: 48,23%
- Energia hidraulică: 19,16%
- Energia nucleară: 31,23%
- altele: 1,38% (1998)

Electricitate - consum: 218,400 mii de milioane de kWh (2004)
Electricitate - export: 4,4 mii de milioane de kWh (2002)
Electricitate - import: 9,9 mii de milioane de kWh (2002)
Agricultura - produse: grâu, vegetale, măsline, struguri de vin, sfeclă, citrice; carne de vacă , porc , păsări de curte , produse lactate ; pește 
Exporturi: $173.100 milioane  de $ USA (f.o.b., 2004)
Exporturi - producte: mașinării , vehicule motorizate ; alimente , alte bunuri de consum 
Exporturi - clienți: (2004)
- Uniunea Europeană 73%
  - Franța 19,3%
  - Germania 11,8%
  - Portugalia 9,6%
  - Regatul Unit 9,1%
  - Italia 9,1%
- America Latină 7%
- Statele Unite ale Americii 3,9%

Importuri: $221.900 milioane de $ USA (f.o.b., 2004)
Importuri - produse: mașinării și echipamente , combustibili , produse chimice , semifabricate ; alimente , bunuri de consum (2002)
Importuri - furnizori: (2004)
- Uniunea Europeană 67% 
  - Franța 18%
  - Germania 16,5%
  - Franța 15,7
  - Italia 8,8%
  - Regatul Unit 6,4%
  - Benelux 4,8%)
- Statele Unite ale Americii 6,2%
- OPEC 5%
- Japonia 2,9%
- America Latină 4,8%

Datoria - externă: 1.251.480 milioane de Euro (junio 2006 est.)
Ajutor economic - donații: ODA, $1,3 mii de milioane (1998)
Moneda: 1 euro (€) = 100 cenți (înainte de 2002, 1 peseta (Pta))
Notă: În 1 ianuarie 1999,UE a introdus o monedă comună , euro care se schimbă la cursul de 166,386 pesetas .  A intrat în circulație în 2002.
Anul fiscal: anul calendaristic.